# Porcellionides orientalis
Porcellionides orientalis är en kräftdjursart som först beskrevs av Uljanin 1875.  Porcellionides orientalis ingår i släktet Porcellionides och familjen Porcellionidae. Inga underarter finns listade i Catalogue of Life.